# Secretaría General de Universidades
La Secretaría General de Universidades (SGU) de España es el órgano directivo del Ministerio de Ciencia, Innovación y Universidades, adscrito a la Secretaría de Estado de Ciencia, Innovación y Universidades, que ejerce sus competencias en el ámbito de la educación superior. En concreto, se encarga del desarrollo de la política universitaria, en coordinación con el Consejo de Universidades; del desarrollo de los procesos participativos que se consideren necesarios para el impulso de la política universitaria; y la planificación, coordinación y evaluación de las líneas de actuación de los programas en materia universitaria.
Igualmente, asume la ordenación, programación y gestión de las actuaciones que competen a la Administración General del Estado en materia de enseñanza superior universitaria; la gestión de programas operativos cofinanciados por fondos de la Unión Europea que le sean competentes; y ejerce la dirección estratégica de los organismos públicos que dependen de ella.

## Historia
La Secretaría General de Universidades aparece por primera vez en 2009, cuando tras la reforma ministerial de ese mismo año, el Presidente Zapatero traspasa las competencias en educación superior del Ministerio de Ciencia e Innovación al Ministerio de Educación, perdiendo ésta el rango de Secretaría de Estado que había mantenido hasta ahora y pasando a ser una Secretaría General con rango de Subsecretaría de Estado.
Se mantuvo con dependencia directa del Ministro hasta 2011, cuando tras el cambio de Gobierno, Mariano Rajoy decide que dependa de la Secretaría de Estado de Educación, Formación Profesional y Universidades. En 2018, Rajoy pierde el Gobierno y la llegada de Pedro Sánchez no cambia la situación, la Secretaría General se mantiene en dicho rango y dependiendo de la actual Secretaría de Estado de Universidades, Investigación, Desarrollo e Innovación. Sin embargo, la novedad es el cambio de ministerio, pues las competencias en universidades regresan al Ministerio de Ciencia, algo que no ocurría desde la pérdida de la condición de Secretaría de Estado del Ministerio de Ciencia e Innovación.
En 2020, aún con Sánchez como presidente del Gobierno, se vuelve a producir un nuevo cambio de dependencia ministerial, pues se integra en el nuevo Ministerio de Universidades. Con esta última reforma, la secretaría general pasa de cuatro órganos con rango de subdirección general a cinco, ya que las subdirecciones generales para títulos y de ordenación, seguimiento y gestión de enseñanzas universitarias se agrupan, se separan las competencias de formación del profesorado y programación de las de atención al estudiante, que pasa a ser una nueva subdirección general encargada también de las relaciones institucionales y se crea una nueva subdirección para la actividad universitaria investigadora. El Gabinete Técnico se mantiene intacto.
A finales de 2023, vuelve al Ministerio de Ciencia, adscrita a este a través de la Secretaría de Estado de Ciencia, Innovación y Universidades. Tras desarrollarse su nueva estructura en 2024, esta se reduce a cuatro subdirecciones generales: el Gabinete Técnico y las subdirecciones general de Relaciones Institucionales, Programas y Calidad en el Ámbito Universitario, de Formación del Profesorado Universitario y Gestión de Programas de Ayuda, y de Títulos y Ordenación Universitaria.

## Estructura y funciones
De la Secretaría General dependen los siguientes órganos:
- El Gabinete Técnico, como órgano de apoyo y asistencia inmediata a la Secretaría General de Universidades.
- La Subdirección General de Relaciones Institucionales, Programas y Calidad en el Ámbito Universitario, a la que le corresponde liderar las relaciones institucionales con las administraciones y universidades, tanto públicas como privadas, diseñar los requisitos para el estabelcimiento de universidades privadas y el reconocimiento de las públicas, la asistencia adminsitrativa a los órganos colegiados del Estado en materia universitaria, así como lo relativo a régimen del profesorado y su evaluación, acreditación y retribuciones. Asimismo, diseña programas académicos, vela por la calidad de la enseñanza y planifica y gestiona programas educativos en el exterior.
- La Subdirección General de Formación del Profesorado Universitario y Gestión de Programas de Ayuda, a la que el corresponde la gestión económica de los diferentes programas de ayuda, el fomento de la modernización en el ámbito universitario, y lo referente a gestión administrativa y económica de certámenes, premios nacionales, competiciones, programas de prácticas y programas de ayudas.
- La Subdirección General de Títulos y Ordenación Universitaria, a la que le corresponde establecer las directrices para la expedición de títulos universitarios oficiales y lo referente a homologación, acreditación, certificación y equivalencia de títulos de carácter universitario y el reconocimiento de cualificaciones profesionales, así como la ordenación de la enseñanza universitaria y la preparación de normativa relacionada. También, establece las normas sobre el acceso y normativa básica relativa a los procedimientos de admisión a la universidad, diseña las propuestas para establecer el carácter oficial de títulos de Grado, Máster Universitario y Doctorado, y es responsable del desarrollo y gestión del repositorio nacional de tesis doctorales.

### Adscripciones
- La Universidad Internacional Menéndez Pelayo (UIMP)
- La Agencia Nacional de Evaluación de la Calidad y Acreditación (ANECA)
- El Servicio Español para la Internacionalización de la Educación (SEPIE)
- La Universidad Nacional de Educación a Distancia (UNED)
- El Colegio de España en París.

## Presupuesto
La Secretaría General de Universidades tiene un presupuesto asignado de 458 772 550 € para el año 2023. De acuerdo con los Presupuestos Generales del Estado de 2023, la SGU participa en cinco programas:
| N.º Programa                                                | Programa | Dotación      | Ref.          |
| ----------------------------------------------------------- | --- | ------------- | ------------- |
| 144B                                                        | Cooperación, promoción y difusión educativa en el exterior a través del Servicio Español para la Internacionalización de la Educación | 2 038 410 €   | [ 6 ]         |
| 322C                                                        | Enseñanzas universitarias | 105 715 290 € | [ 7 ]         |
| 322C                                                        | a través de la Universidad Internacional Menéndez Pelayo                                                                              | 15 743 150 €  | [ 7 ]         |
| 322C                                                        | a través del Servicio Español para la Internacionalización de la Educación                                                            | 11 954 980 €  | [ 7 ]         |
| 322C                                                        | a través de la Agencia Nacional de Evaluación de la Calidad y Acreditación                                                            | 12 876 640 €  | [ 7 ]         |
| 323M                                                        | Becas y ayudas a estudiantes | 1 029 100 €   | [ 8 ]         |
| 323M                                                        | a través de la Universidad Internacional Menéndez Pelayo                                                                              | 8 906 040 €   | [ 8 ]         |
| 323M                                                        | a través del Servicio Español para la Internacionalización de la Educación                                                            | 40 000 000 €  | [ 8 ]         |
| 463A                                                        | Investigación científica | 131 458 940 € | [ 9 ]         |
| 46UD; 46UE                                                  | Mecanismo de Recuperación y Resiliencia a través del Universidad Nacional de Educación a Distancia                                    | 129 050 000 € | [ 10 ] [ 11 ] |
| Total presupuesto de la Secretaría General de Universidades | Total presupuesto de la Secretaría General de Universidades                                                                           | 458 772 550 € |               |